# Cana-de-açúcar
Cana-de-açúcar é um grupo de espécies de gramíneas perenes altas do gênero Saccharum, tribo Andropogoneae, nativas das regiões tropicais do sul da Ásia e da Melanésia e utilizadas principalmente para a produção de açúcar e etanol. Tem caules robustos, fibrosos e articulados que são ricos em sacarose. A planta tem entre dois e seis metros de altura. Todas as espécies de cana-de-açúcar mestiças e as principais cultivares comerciais são híbridos complexos. A cana pertence à família Poaceae, uma família de plantas economicamente importantes, como milho, trigo, arroz e sorgo e muitas culturas forrageiras.
A sacarose, extraída e purificada em fábricas especializadas, é utilizada como matéria-prima na indústria de alimentos humanos ou é fermentada para produzir etanol, que é produzido em escala pela indústria da cana do Brasil. A planta representa a maior colheita do mundo em quantidade de produção. Em 2012 a Organização das Nações Unidas para Alimentação e Agricultura (FAO) estimou em cerca de 26,0 milhões de hectares a área dedicada ao cultivo de cana em mais de 90 países, com uma colheita mundial de 1,83 bilhões de toneladas. O Brasil é o maior produtor de cana-de-açúcar do mundo. Os próximos cinco maiores produtores foram Índia, China, Tailândia, Paquistão e México.
A demanda mundial de açúcar é o principal condutor do cultivo de cana. A planta é responsável por 80% do açúcar produzido; a maior parte do restante é feito a partir da beterraba. A cana cresce predominantemente nas regiões tropicais e subtropicais (a beterraba cresce em regiões temperadas). Além do açúcar, outros produtos derivados da cana incluem melaço, rapadura, rum, cachaça (bebida tradicional do Brasil), bagaço e etanol. Em algumas regiões, as pessoas usam palhetas de cana para fazer canetas, tapetes, telas e palha. A inflorescência de plantas jovens é consumida crua, cozida no vapor ou torrada, e preparado de várias maneiras em determinadas comunidades insulares da Indonésia.
Os persas, seguidos pelos gregos, descobriram os famosos "juncos que produzem mel sem abelhas" na Índia entre os séculos VI e IV a.C. Eles adotaram e depois espalharam a agricultura da cana pelo mundo. Os comerciantes começaram a negociar açúcar da Índia, que era considerado uma especiaria luxuosa e cara. No século XVIII, plantações de cana começaram a ser cultivadas no Caribe, América do Sul, Oceano Índico e nações insulares do Pacífico e a necessidade de trabalhadores para a sua produção tornou-se um dos principais motores de grandes migrações humanas, incluindo trabalho escravo e servos contratados.

## História

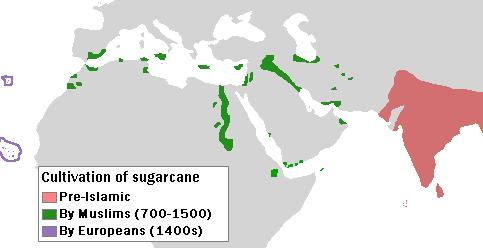
A difusão para o oeste da cana em tempos pré-islâmicos (mostrada em vermelho), no mundo muçulmano medieval (verde) e pelos europeus no século XV (ilhas circundadas por linhas violeta)

A cana de açúcar é originária das regiões tropicais do Sul e do Sudeste da Ásia. Diferentes espécies provavelmente tiveram origem em locais diferentes, sendo a Saccharum barberi originária da Índia e a S. officinarum na Nova Guiné. Teoriza-se que a cana foi domesticada pela primeira vez como um cultura agrícola na Nova Guiné, cerca de 6000 a.C. Novos agricultores guineenses e outros cultivadores primitivos de cana mastigavam a planta pelo seu suco doce. Os primeiros agricultores no sudeste da Ásia e em outros lugares também podem ter fervido o suco, transformando-o em uma massa viscosa para facilitar o transporte, mas a primeira produção conhecida de açúcar cristalino começou no norte da Índia. A data exata da primeira produção de açúcar de cana não é clara. Os primeiros indícios de produção de açúcar vêm de antigos textos em sânscrito e páli.
Por volta do século VIII, comerciantes árabes introduziram o açúcar do Sul da Ásia em outras partes do Califado Abássida no Mediterrâneo, Mesopotâmia, Egito, África do Norte e Andaluzia. Até o século X, fontes afirmam que não havia nenhuma aldeia na Mesopotâmia em que não crescia cana. Foi entre as primeiras culturas trazidas para a América pelos espanhóis, principalmente de seus campos nas Ilhas Canárias, e pelos portugueses, de seus campos na Madeira.
Cristóvão Colombo foi o primeiro a trazer a cana para o Caribe durante a sua segunda viagem para a América; inicialmente para a ilha de Hispaniola (hoje Haiti e República Dominicana). Nos tempos coloniais, o açúcar formou um dos lados do Comércio Triangular de matérias-primas do Novo Mundo, juntamente com produtos manufaturados europeus e escravos africanos. O açúcar (muitas vezes na forma de melaço) era enviado do Caribe para a Europa ou Nova Inglaterra, onde ele era usado para fazer rum. Os lucros da venda do açúcar eram então usados para comprar bens manufaturados, que então eram enviados para a África Ocidental, onde eram trocados por escravos, que por sua vez eram então trazidos de volta para o Caribe, onde seriam vendidos para os senhores de engenho. Os lucros da venda dos escravos eram então usados para comprar mais açúcar, que era enviado para a Europa, alimentando o ciclo.

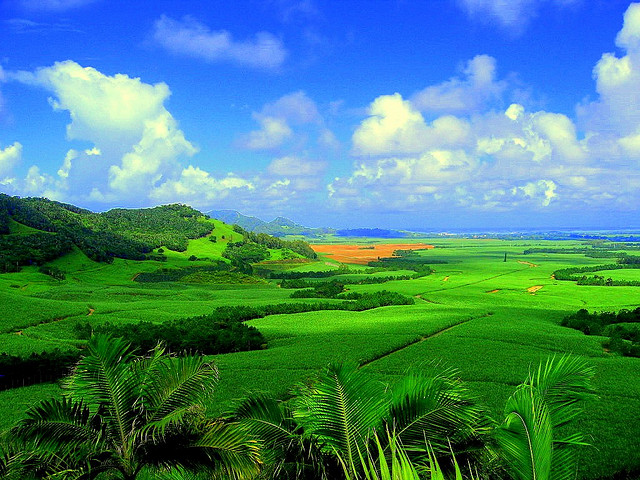
Plantação de cana-de-açúcar em Maurícia

No Império Britânico, os escravos foram libertados depois de 1833 e muitos deixariam de trabalhar nas plantações de cana-de-açúcar quando quiseram. O proprietários britânicos de plantações de cana-de-açúcar, portanto, passaram a precisar de novos trabalhadores e encontraram mão de obra barata na China, Portugal e Índia. As pessoas eram sujeitas a escritura, uma forma de longa contrato que os ligava ao trabalho forçado por um período fixo; além do termo de servidão, isto se assemelhava a escravidão. Os primeiros navios de transporte de trabalhadores contratados da Índia partiu em 1836. As migrações para cultivar plantações de cana levaram a um número significativo de indianos, chineses e asiáticos em geral para várias partes do mundo. Em algumas ilhas e países, os migrantes do sul da Ásia agora constituem entre 10% a 50% da população. Os canaviais e grupos étnicos asiáticos continuam a prosperar em países como Fiji, Natal, Myanmar, Sri Lanka, Malásia, Guiana, Jamaica, Trindade e Tobago, Martinica, Guiana Francesa, Guadalupe, Granada, Santa Lúcia, São Vicente e Granadinas, São Cristóvão e Neves, Ilhas Virgens Americanas, Suriname e Maurícia.

### Brasil

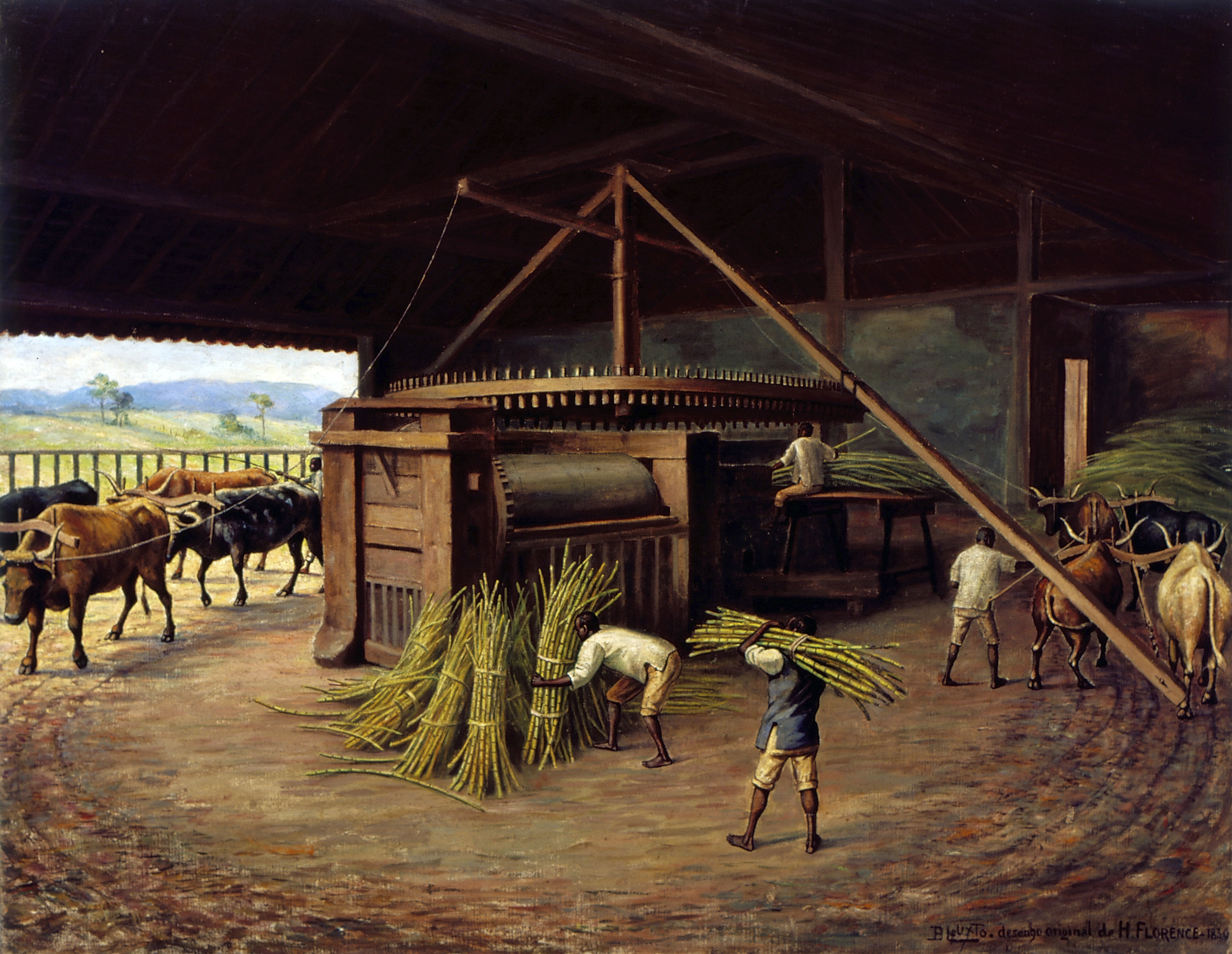
Moagem de cana-de-açúcar na Fazenda Cacheira, em Campinas. Benedito Calixto (1853–1927).

A cana-de-açúcar foi introduzida no Brasil no início do século XVI, na então capitania de Pernambuco, quando foi iniciada a instalação de engenhos de açúcar, a primeira indústria implantada na nova possessão de Portugal, que em pouco tempo suplantou o primeiro ciclo econômico brasileiro, a exploração do pau-brasil.
Foi a base da economia do nordeste brasileiro, na época dos engenhos. A principal força de trabalho empregada foi a da mão-de-obra escravizada, primeiramente indígena e em seguida majoritariamente de origem africana, sendo utilizada até o fim do século XIX (ver: Abolição da escravatura no Brasil e Pós-abolição no Brasil). O regime de trabalho era forçado. Esses trabalhadores, na ocasião da colheita, chegavam a trabalhar até 18 horas diárias. Com a mudança da economia brasileira para a monocultura do café, esses trabalhadores foram deslocados gradativamente dos engenhos para as grandes fazendas cafeeiras. Com o tempo, a economia dos engenhos entrou em decadência, sendo praticamente substituída pelas usinas. O termo engenho hoje em dia é usado para as propriedades que plantam cana-de-açúcar e a vendem, para ser processada nas usinas e transformada em produtos derivados. O ciclo do açúcar influiu fortemente a culinária brasileira. Vários doces brasileiros foram criados naquele período, sendo alguns muito consumidos até a atualidade.
O Sudeste é responsável pela maior parte da produção de cana-de-açúcar do país, concentrada no estado de São Paulo, na zona da Mata Mineira e no Norte Fluminense. Em 2020, São Paulo continuava sendo o maior produtor nacional, com 341,8 milhões de toneladas, responsável por 51,2% da produção. Goiás era o segundo maior produtor de cana-de-açúcar do país, com 11,3% da produção nacional (75,7 milhões de toneladas). Minas Gerais era o terceiro maior produtor de cana, sendo responsável por 11,1% do total produzido no país (74,3 milhões de toneladas). Mato Grosso do Sul é o 4º maior produtor nacional, com cerca de 49 milhões de toneladas colhidas em 2019. O Paraná foi, em 2017, o quinto maior produtor de cana, colhendo cerca de 46 milhões de toneladas de cana este ano. Mato Grosso colheu 16 milhões de toneladas em 2019, ficando em 6º lugar. A área no entorno de Campos dos Goytacazes, no Rio de Janeiro, vem sofrendo com a decadência desta atividade: no início do século XX, Campos possuía 27 usinas funcionando, e ao longo do século, foi uma das maiores produtoras do Brasil, porém, em 2020, apenas duas usinas de açúcar operavam na cidade.

## Processamento

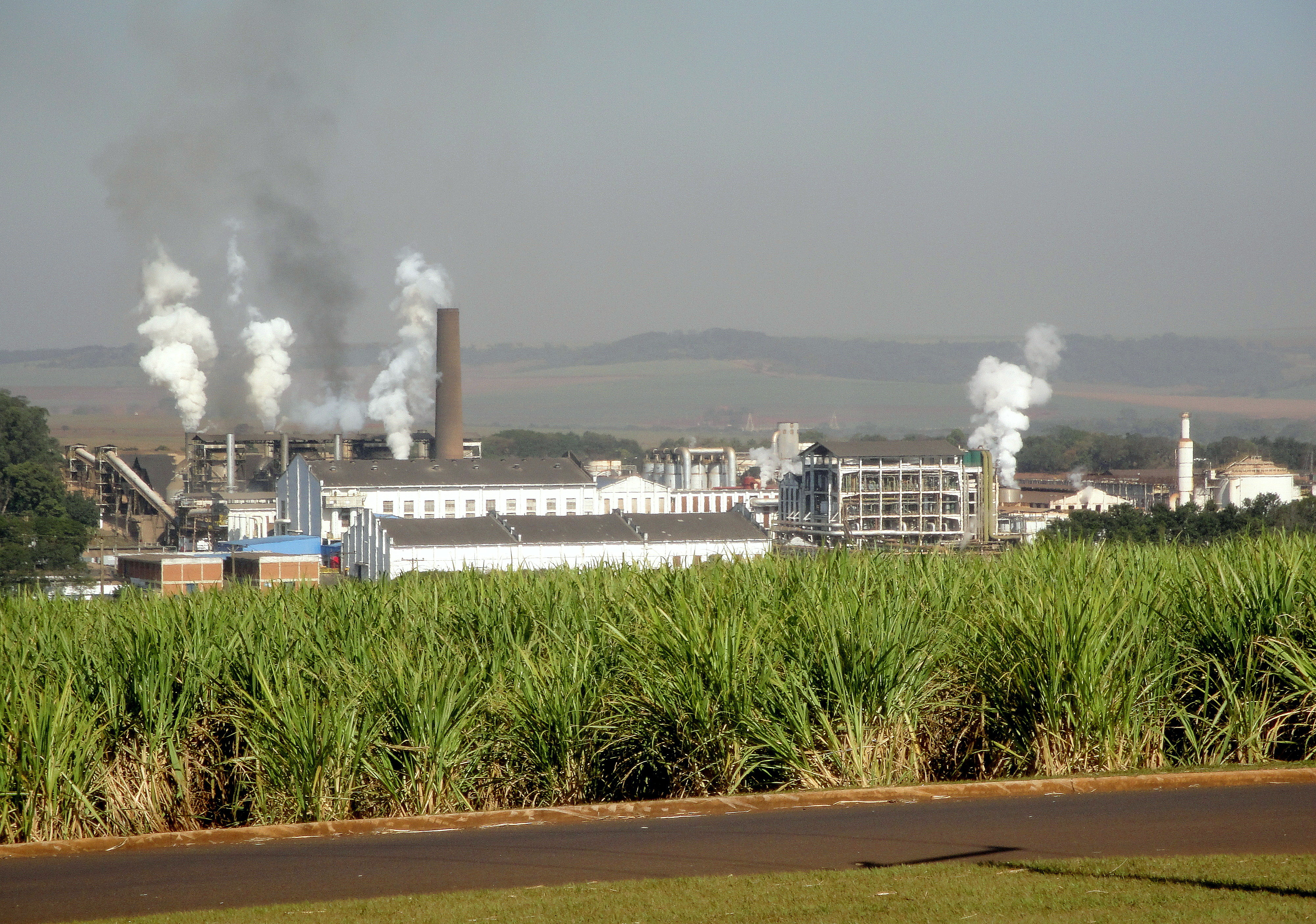
Usina São Martinho, que produz açúcar e etanol, em Pradópolis, São Paulo, Brasil

A cana colhida é processada com a retirada do colmo (caule), que é esmagado, liberando o caldo que é concentrado por fervura, resultando no xarope, a partir do qual o açúcar é cristalizado, tendo como subproduto o melaço ou mel final. O colmo é, às vezes, consumido in natura (mastigado), ou então usado para fazer caldo de cana e rapadura. O caldo também pode ser utilizado na produção de etanol, através de processo fermentativo, além de bebidas como cachaça ou rum e outras bebidas alcoólicas, enquanto as fibras, principais componentes do bagaço, podem ser usadas como matéria-prima para produção de energia elétrica, através de queima e produção de vapor em caldeiras que tocam turbinas, e etanol, através de hidrólise enzimática ou por outros processos que transformam a celulose em açúcares fermentáveis.
Praticamente todos os resíduos da agroindústria canavieira são reaproveitados. A torta de filtro, formada pelo lodo advindo da clarificação do caldo e bagacilho, é muito rica em fósforo e é utilizada como adubo para a lavoura de cana-de-açúcar. A vinhaça, um subproduto da produção de álcool, contém elevados teores de potássio, água e outros nutrientes, sendo utilizada para irrigar e fertilizar o campo. Pode também ser utilizada como biomassa para produção de biogás (composto basicamente de metano e gás carbônico).

## Produção

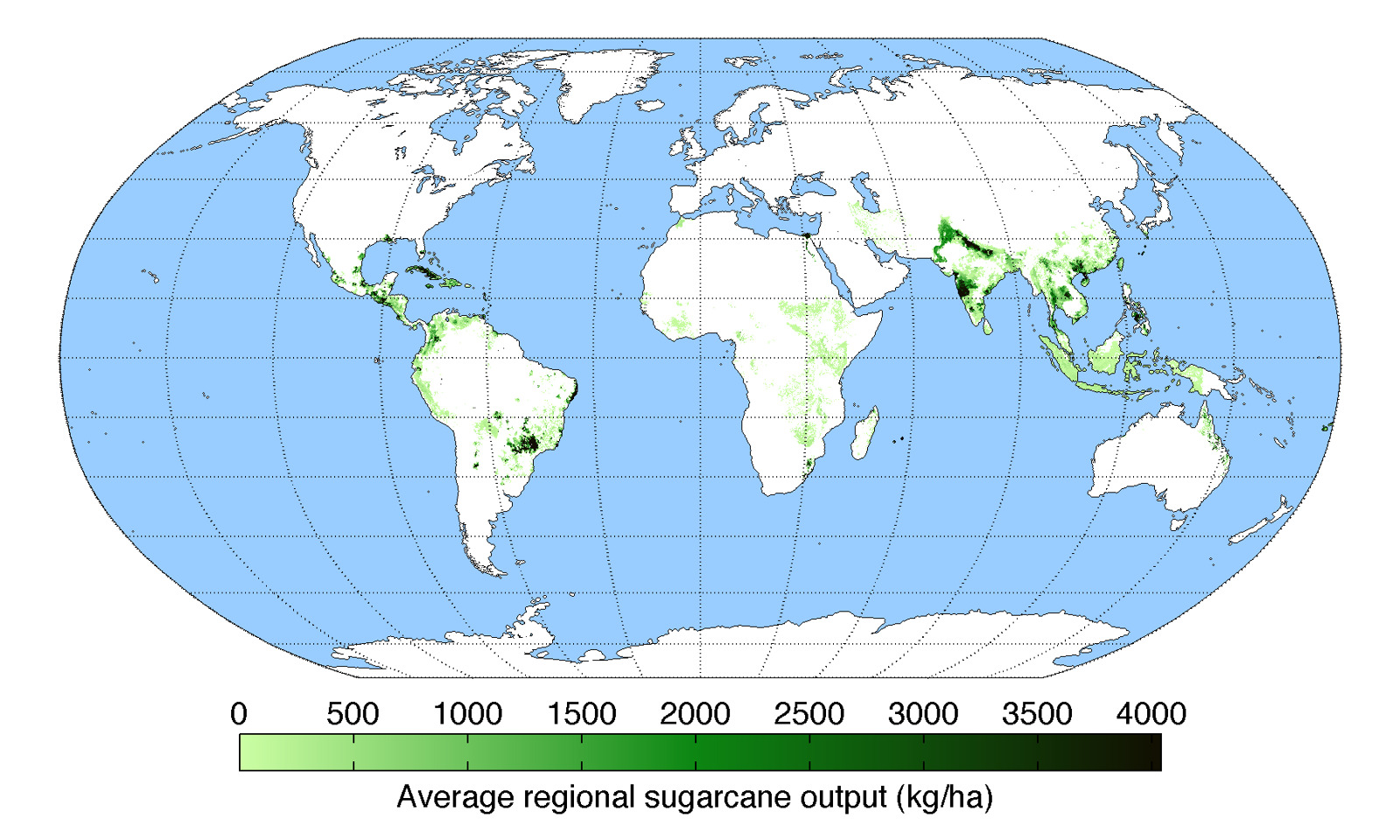
Regiões produtoras de cana-de-açúcar no mundo

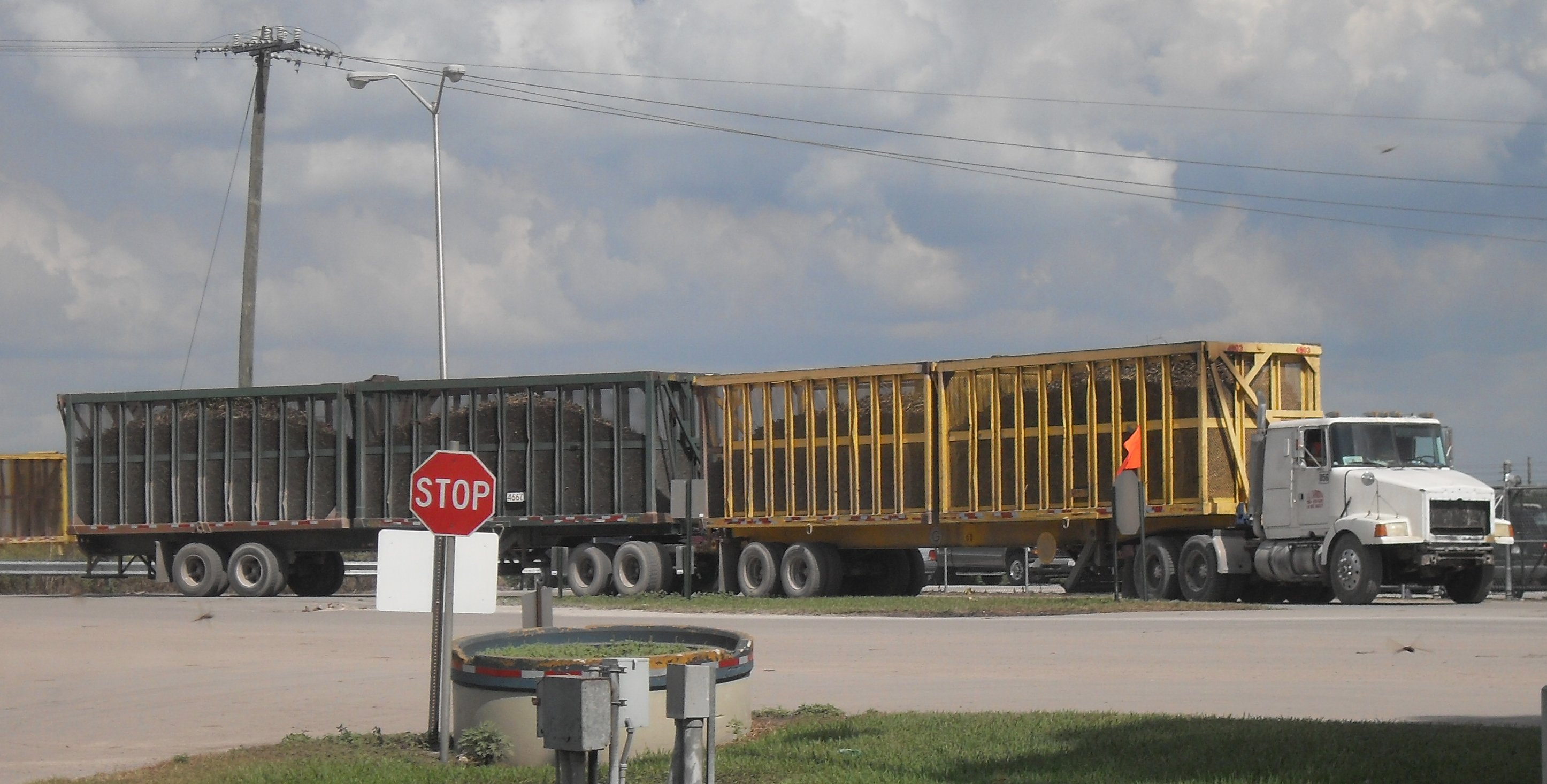
Caminhão para transporte de cana na Flórida, Estados Unidos

O Brasil é, hoje, o principal produtor de cana-de-açúcar do mundo. Seus produtos são largamente utilizados na produção de açúcar, álcool combustível, bioeletricidade, a energia elétrica do bagaço da cana, e, mais recentemente, biodiesel. 
O Sudeste é responsável pela maior parte da produção de cana-de-açúcar do país, concentrada no estado de São Paulo, em Minas Gerais, no Triângulo Mineiro e Noroeste de Minas, Goiás, Mato Grosso do Sul, Mato Grosso e Paraná.  Em 2020, São Paulo continuava sendo o maior produtor nacional, com 341,8 milhões de toneladas, responsável por 51,2% da produção. Goiás é o 2º maior produtor de cana-de-açúcar do país, 11,3% da produção nacional, com 75,7 milhões de toneladas. Minas Gerais era o terceiro maior produtor de cana, sendo responsável por 11,1% do total produzido no País, com 74,3 milhões de toneladas. A área no entorno de Campos dos Goytacazes, no Rio de Janeiro, vem sofrendo com a decadência desta atividade: no início do século XX, Campos possuía 27 usinas funcionando, e ao longo do século, foi uma das maiores produtoras do Brasil, porém, em 2020, apenas duas usinas de açúcar operavam na cidade.
A cana-de-açúcar foi a base econômica de Cuba, quando tinha toda a sua produção com venda garantida para a União Soviética a preços artificialmente altos. Com o colapso do regime socialista soviético, a produção de cana cubana tornou-se inviável.
A cana-de-açúcar também é o principal produto de exportação em países do Caribe como a Jamaica, Barbados etc. Com a suspensão de preferências europeias à cana caribenha em 2008, espera-se um colapso semelhante na indústria canavieira caribenha. Vários países da África austral, principalmente a África do Sul, Moçambique e a ilha Maurício, são igualmente importantes produtores de açúcar.
Uma tonelada de cana-de-açúcar produz até 80 litros de etanol, ou seja, para se produzir o etanol necessário para encher o tanque de 50l de um veículo é necessário processar aproximadamente 625 kg de cana. De modo geral, um hectare de terra normalmente produz cerca de 70 a 80 toneladas de cana-de-açúcar, mas muitas usinas mais tecnológicas já alcançaram as chamadas "cana de três dígitos", as quais apresentam produtividades superiores a 100 toneladas por hectare.
No total, considera-se que são produzidos em média 7 040 litros de etanol por hectare. A Organização das Nações Unidas relata que, em 2010, o valor da produção brasileira foi de aproximadamente 23 bilhões de dólares dos Estados Unidos, seguido da produção indiana, superior a 8 bilhões de dólares dos Estados Unidos.
| Dez maiores produtores de cana-de-açúcar — 2021             | Dez maiores produtores de cana-de-açúcar — 2021 |
| ----------------------------------------------------------- | ----------------------------------------------- |
| País                                                        | Produção (toneladas)                            |
| Brasil                                                      | 715 659 212                                     |
| Índia                                                       | 405 399 000                                     |
| China                                                       | 106 664 000                                     |
| Paquistão                                                   | 88 650 593                                      |
| Tailândia                                                   | 66 278 506                                      |
| México                                                      | 55 485 308                                      |
| Indonésia                                                   | 32 200 000                                      |
| Austrália                                                   | 31 133 488                                      |
| Estados Unidos                                              | 29 964 310                                      |
| Guatemala                                                   | 27 755 312                                      |
| Filipinas                                                   | 26 277 401                                      |
| Fonte: Food And Agricultural Organization of United Nations |                                                 |

### Brasil

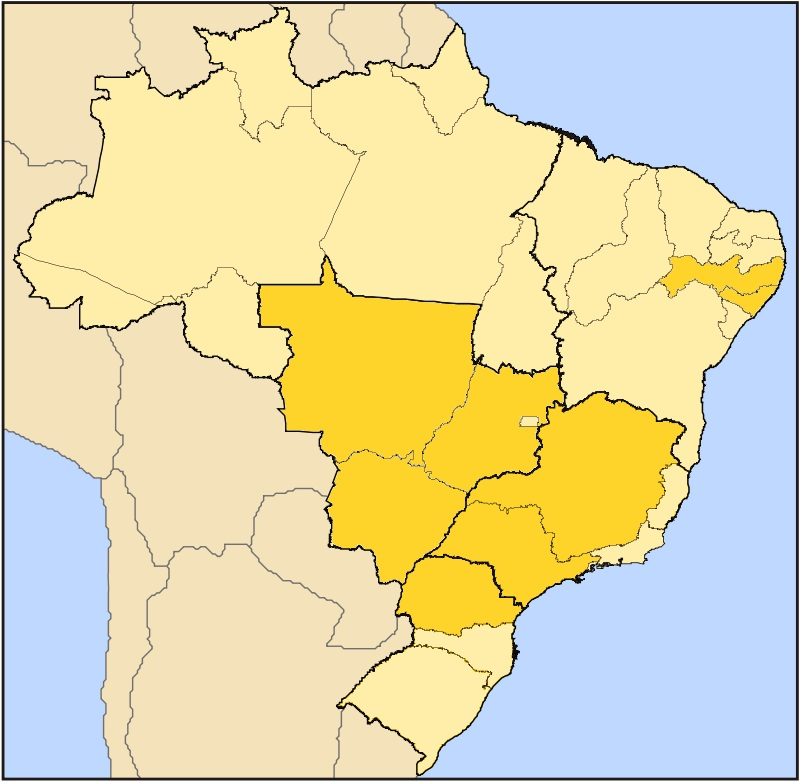
Estados que são os maiores produtores de cana-de-açúcar no Brasil (em amarelo escuro)

O setor sucroalcooleiro brasileiro despertou o interesse de diversos países, principalmente pelo baixo custo de produção de açúcar e álcool. Este último tem sido produzido, basicamente, para consumo interno, sendo hoje os Estados Unidos, produtor de etanol de milho, o grande exportador do produto. O etanol reduz a emissão de poluentes na atmosfera e a dependência de combustíveis fósseis. Hoje, a agroindústria da cana-de-açúcar é uma das mais desenvolvidas do agronegócio, com o emprego de tecnologias limpas como a colheita mecanizada, e aproveitamento de todos os resíduos gerados. A indústria canavieira, no país, emprega quase 1 milhão de trabalhadores, sendo mais de 164 mil somente em Minas Gerais, com salários equiparados e até superiores à cultura da soja. Foi o tempo em que as usinas de cana-de-açúcar no Brasil eram conhecidas como engenhos, hoje são mais parecidas com grandes refinarias, de altíssima tecnologia e produtividade. 
No Brasil, a agroindústria da cana-de-açúcar tem adotado políticas de preservação ambiental que são exemplos mundiais na agricultura, embora, nessas políticas, não estejam contemplados os problemas decorrentes da expansão acelerada sobre vastas regiões e o prejuízo decorrente da substituição da agricultura variada de pequenas propriedades pela monocultura. Já existem diversas usinas brasileiras que comercializam crédito de carbono, dada sua eficiência ambiental.
As queimadas também têm diminuído devido ao aumento de denúncias e endurecimento da fiscalização, embora muitas dessas denúncias terminem sem uma penalização formal. Em cidades como Ribeirão Preto, Araraquara, Barretos, Franca,  Jaboticabal e Ituverava, as multas e advertências a usinas e produtores que queimam seus canaviais cresceram 27% em 2009 em relação a 2008, segundo levantamento da Companhia Ambiental do Estado de São Paulo. Foram assinados protocolos para eliminação da queima da cana-de-açúcar em vários estados produtores, como Minas Gerais, que assinou protocolo com o governo do estado em 2008 para eliminação de 100% da queima da cana, em áreas com declividade abaixo de 12%, e introdução da colheita mecânica. O que ocorreu, hoje, praticamente 100% da colheita de cana mineira é mecanizada.
Para renovação do cultivo, algumas indústrias canavieiras fazem, a cada quatro ou cinco anos, plantios de leguminosas (soja) que recuperam o solo pela fixação de nitrogênio. Quanto aos problemas advindos da queima controlada na época do corte, existe já um movimento em direção à mecanização da colheita que aumenta de ano para ano, além de rigorosos protocolos que preveem o fim da queima até o ano de 2014.
A partir da Pesquisa Pecuária Municipal do Instituto Brasileiro de Geografia e Estatística, nota-se que a região Região Sudeste do Brasil é responsável (dado de 2010) por quase 70% de toda a produção nacional:
| Região                                                              | Safra 2010 (t) | Participação em 2010 |
| Sudeste                                                             | 498 884 508    | 69,53%               |
| Centro-Oeste                                                        | 97 430 026     | 13,58%               |
| Nordeste                                                            | 68 789 726     | 9,59%                |
| Sul                                                                 | 50 286 221     | 7,01%                |
| Norte                                                               | 2 071 620      | 0,29%                |
| Brasil                                                              | 717 462 101    | 100,00%              |
| Produção da cultura de cana-de-açúcar nas regiões do Brasil em 2010 |                |                      |

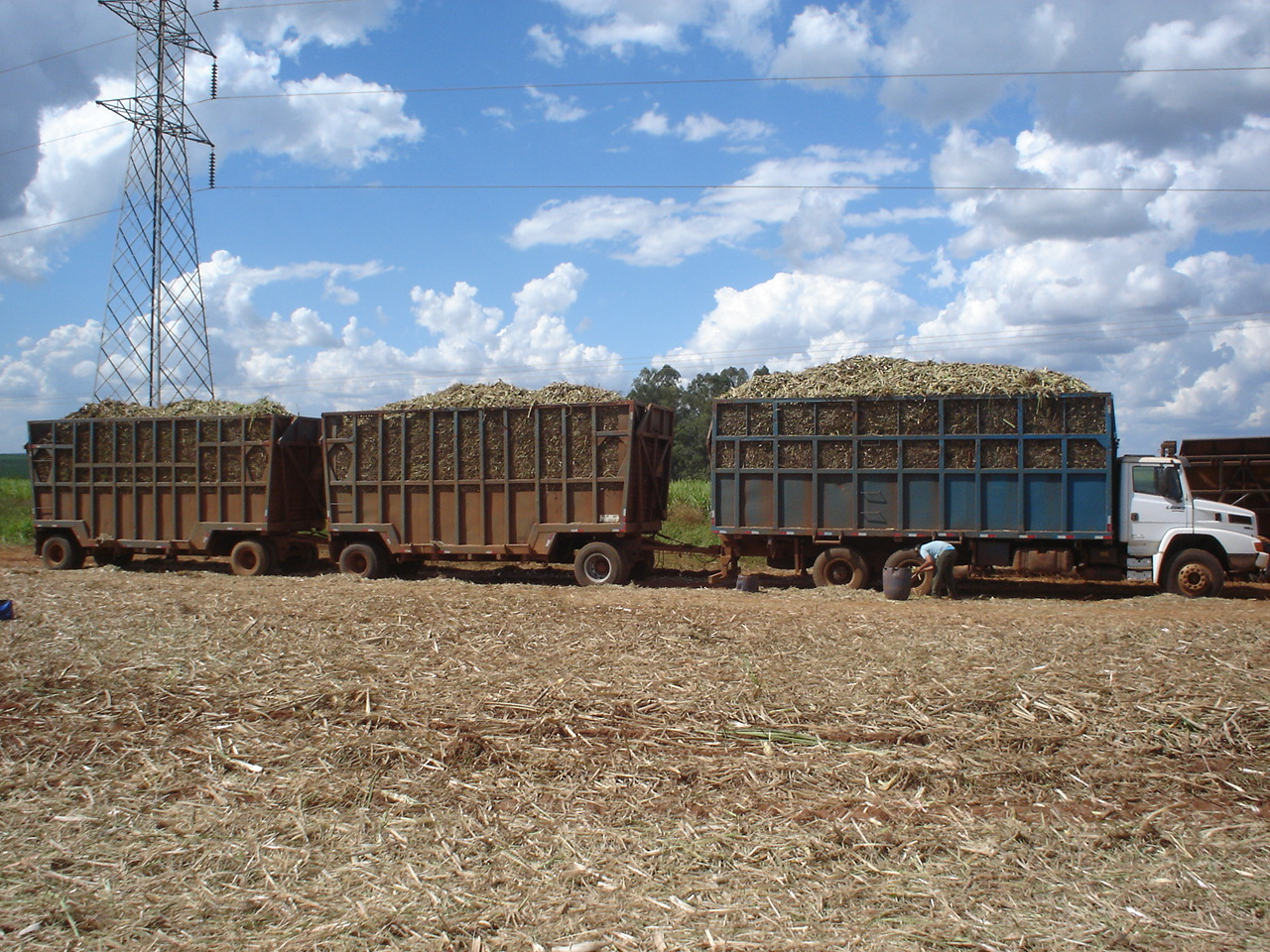
Transporte de cana-de-açúcar em Jaboticabal, São Paulo, Brasil

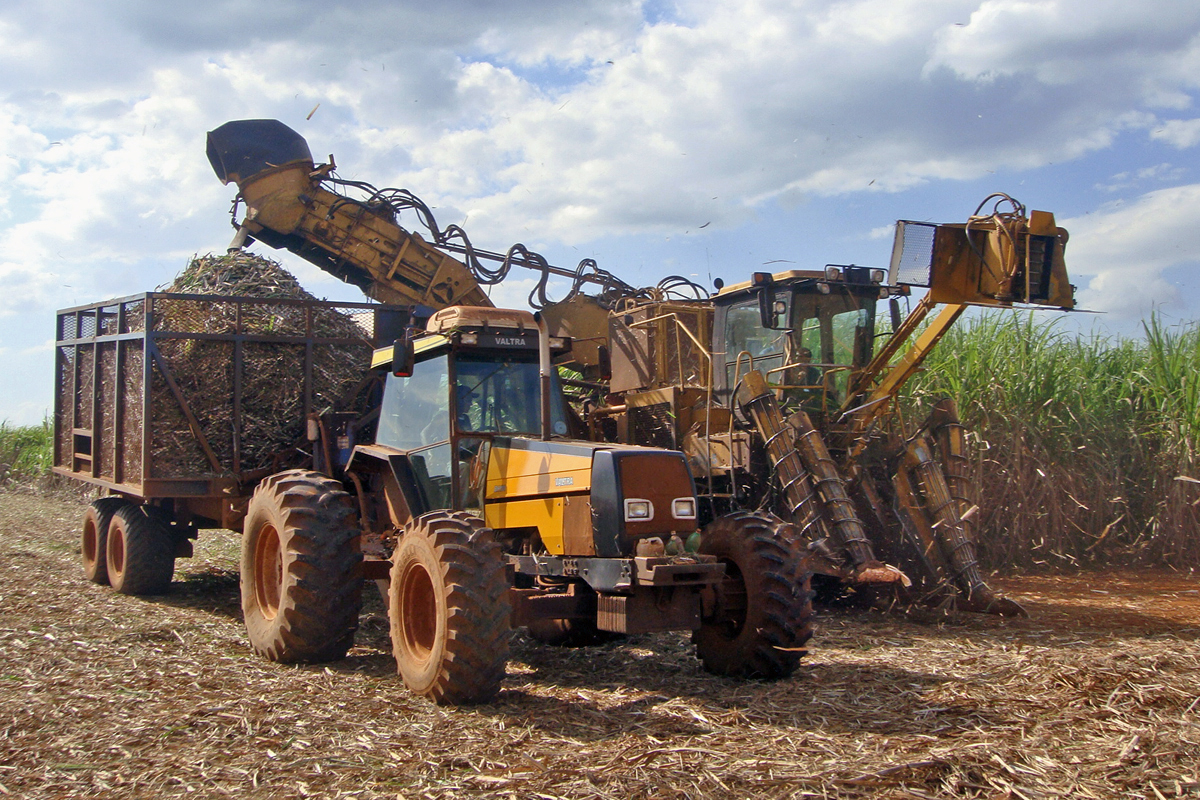
Colheitadeiras em um campo de cana-de-açúcar em Piracicaba, São Paulo.

Usando também dados do Instituto Brasileiro de Geografia e Estatística, verifica-se que o estado de São Paulo é responsável por mais da metade da produção brasileira:
| Unidade da Federação                                                       | Safra 2005 (t) | Safra 2006 (t) | Safra 2007 (t) | Safra 2008 (t) | Safra 2009 (t) | Safra 2010 (t) | Participação em 2010 |
| -------------------------------------------------------------------------- | -------------- | -------------- | -------------- | -------------- | -------------- | -------------- | -------------------- |
| São Paulo                                                                  | 254 809 756    | 289 299 376    | 329 095 578    | 386 061 274    | 408 451 088    | 426 572.099    | 59,46%               |
| Minas Gerais                                                               | 25 386 038     | 32 212 574     | 38 741 094     | 47 914 898     | 58 384 105     | 60 603 247     | 8,45%                |
| Paraná                                                                     | 29 717 100     | 33 917 335     | 45 887 548     | 51 244 227     | 53 831 791     | 48 361 207     | 6,74%                |
| Goiás                                                                      | 15 642 125     | 19 049 550     | 22 387 847     | 33 112 209     | 43 666 585     | 48 000 163     | 6,69%                |
| Mato Grosso do Sul                                                         | 9 513 818      | 12 011 538     | 15 839 993     | 21 362 034     | 25 228 392     | 34 795 664     | 4,85%                |
| Alagoas                                                                    | 23 723 803     | 23 497 027     | 24 993 144     | 29 220 000     | 26 804 130     | 24 352 340     | 3,39%                |
| Pernambuco                                                                 | 17 115 218     | 17 595 676     | 19 637 061     | 20 359 720     | 19 445 241     | 19 704 071     | 2,75%                |
| Mato Grosso                                                                | 12 595 990     | 13 552 228     | 15 000 313     | 15 850 786     | 16 209 589     | 14 564 724     | 2,03%                |
| Rio de Janeiro                                                             | 7 554 495      | 6 835 315      | 5 965 446      | 6 582 623      | 6 481 715      | 6 394 477      | 0,89%                |
| Bahia                                                                      | 5 592 921      | 6 150 367      | 6 279 183      | 5 689 329      | 4 630 196      | 5 868 709      | 0,82%                |
| Paraíba                                                                    | 4 975 797      | 6 059 030      | 6 222 223      | 6 297 179      | 6 302 570      | 5 646 151      | 0,79%                |
| Espírito Santo                                                             | 4 240 922      | 4 206 342      | 4 436 412      | 5 176 445      | 5 249 775      | 5 314 685      | 0,74%                |
| Rio Grande do Norte                                                        | 3 286 428      | 3 391 184      | 3.836.626      | 4 105 299      | 4 259 996      | 3 962 017      | 0,55%                |
| Maranhão                                                                   | 1 968 414      | 2 306 456      | 2 440 358      | 3 005 774      | 2 824 701      | 3 176 531      | 0,44%                |
| Sergipe                                                                    | 1 777 372      | 1 924 975      | 2 401 966      | 2 429 603      | 2 607 155      | 2 994 819      | 0,42%                |
| Ceará                                                                      | 1 787 126      | 1 617 003      | 2 251 239      | 2 270 816      | 2 323 937      | 2 306 004      | 0,32%                |
| Rio Grande do Sul                                                          | 908 930        | 1 166 717      | 1 426 978      | 1 431 081      | 1 254 475      | 1 503 000      | 0,21%                |
| Piauí                                                                      | 647 675        | 640 707        | 779 482        | 778 084        | 859 513        | 779 084        | 0,11%                |
| Tocantins                                                                  | 161 873        | 193 390        | 202 620        | 392 071        | 664 284        | 715 317        | 0,10%                |
| Pará                                                                       | 505 348        | 618 316        | 677 844        | 574 660        | 698 845        | 668 738        | 0,09%                |
| Santa Catarina                                                             | 601 869        | 660 333        | 734 562        | 756 803        | 699 068        | 422 014        | 0,06%                |
| Amazonas                                                                   | 340 027        | 349 847        | 343 302        | 365 983        | 368 050        | 341 186        | 0,05%                |
| Rondônia                                                                   | 49 228         | 86 870         | 55 302         | 207 438        | 253 277        | 233 527        | 0,03%                |
| Acre                                                                       | 25 690         | 35 248         | 37 138         | 52 609         | 38 650         | 107 251        | 0,01%                |
| Distrito Federal                                                           | 25 638         | 29 756         | 30 335         | 54 661         | 66 248         | 69 475         | 0,01%                |
| Amapá                                                                      | 1 755          | 2 205          | 2 430          | 3 200          | 1 395          | 4 146          | 0,00%                |
| Roraima                                                                    | 1 290          | 1 290          | 1 290          | 1 376          | 1 376          | 1 455          | 0,00%                |
| Brasil                                                                     | 422 956 646    | 477 410 655    | 549 707 314    | 645 300 182    | 691 606 147    | 717 462 101    | 100,00%              |
| Evolução da produção da cultura de cana-de-açúcar no Brasil de 2005 a 2010 |                |                |                |                |                |                |                      |

Além disso, nota-se que o principal município produtor é Morro Agudo, que responde sozinho por mais de 1% da produção nacional:
| Município                                                                                           | Safra 2010 (t) | Participação em 2010 |
| Morro Agudo - SP                                                                                    | 7 945 800      | 1,11%                |
| Rio Brilhante - MS                                                                                  | 6 783 111      | 0,95%                |
| Barretos - SP                                                                                       | 5 809 860      | 0,81%                |
| Guaíra - SP                                                                                         | 5 800 000      | 0,81%                |
| Paraguaçu Paulista - SP                                                                             | 4 805 200      | 0,67%                |
| Piracicaba - SP                                                                                     | 4 800 000      | 0,67%                |
| Uberaba - MG                                                                                        | 4 370 000      | 0,61%                |
| Guararapes - SP                                                                                     | 4 190 490      | 0,58%                |
| Araraquara - SP                                                                                     | 4 165 000      | 0,58%                |
| Jaboticabal - SP                                                                                    | 4 050 000      | 0,56%                |
| Conceição das Alagoas - MG                                                                          | 3 840 000      | 0,54%                |
| Ituverava - SP                                                                                      | 3 760 000      | 0,52%                |
| Quirinópolis - GO                                                                                   | 3 715 200      | 0,52%                |
| Campos dos Goytacazes - RJ                                                                          | 3 697 000      | 0,52%                |
| Araçatuba - SP                                                                                      | 3 571 300      | 0,50%                |
| Jaú - SP                                                                                            | 3 527 500      | 0,49%                |
| Miguelópolis - SP                                                                                   | 3 521 970      | 0,49%                |
| Batatais - SP                                                                                       | 3 471 000      | 0,48%                |
| Olímpia - SP                                                                                        | 3 400 000      | 0,47%                |
| Novo Horizonte - SP                                                                                 | 3 384 000      | 0,47%                |
| Pitangueiras - SP                                                                                   | 3 360 000      | 0,47%                |
| Penápolis - SP                                                                                      | 3 320 000      | 0,46%                |
| Barra do Bugres - MT                                                                                | 3 264 399      | 0,45%                |
| Cafelândia - SP                                                                                     | 3 210 240      | 0,45%                |
| Santa Helena de Goiás - GO                                                                          | 3 207 600      | 0,45%                |
| Ribeirão Preto - SP                                                                                 | 3 154 840      | 0,44%                |
| Lençóis Paulista - SP                                                                               | 3 049 050      | 0,42%                |
| Coruripe - AL                                                                                       | 3 029 804      | 0,42%                |
| São Carlos - SP                                                                                     | 2 998 650      | 0,42%                |
| Maracaju - MS                                                                                       | 2 952 849      | 0,41%                |
| Produção da cultura de cana-de-açúcar nos 30 maiores produtores de cana-de-açúcar do Brasil em 2010 |                |                      |

#### Formação de preços
O preço da cana-de-açúcar não é mais determinado pelo governo desde a safra 1998/99. Diante disso, surgiram entidades com o intuito de organizar o setor que se encontrava durante décadas sob a intervenção estatal.
No Estado de São Paulo, constituiu-se um grupo formado por representantes dos produtores de cana (representados pela Organização de Plantadores de Cana da Região Centro-Sul do Brasil - ORPLANA) e industriais (representados pela União da Agroindústria do Açúcar e do Álcool do Estado de São Paulo - UNICA) com o objetivo de desenvolver um novo sistema para a remuneração da cana-de-açúcar, surgindo o Conselho de Produtores de Cana, Açúcar e Álcool de São Paulo (CONSECANA).
O modelo atual de pagamento de cana é denominado Sistema de Remuneração da Tonelada de Cana pela Qualidade/CONSECANA, e considera, para efeito de determinação do valor da tonelada da cana-de-açúcar, a quantidade de Açúcar Total Recuperável (ATR).
O preço do quilograma do ATR é determinado (pelo CONSECANA) em função:
- do preço do açúcar, nos mercados interno estadual e externo;
- do preço do álcool anidro e hidratado;
- do "mix" de produção de cada unidade industrial (a quantidade produzida de açúcar e álcool pela unidade); e
- da participação da matéria-prima nos custos de produção do açúcar e do álcool.

Esse sistema de remuneração vem sendo criticado pelos plantadores de cana, insatisfeitos com o preço recebido das usinas. Opondo-se aos plantadores, associações de indústrias sucroalcooleiras argumentam a favor da manutenção do índice. Não obstante, contratos de parceria entre plantadores ou parceiros proprietários (das terras), de um lado, e indústrias, de outro lado, têm sido firmados usando esse índice como fator de remuneração/pagamento, na modalidade de "parceria fixa" (vide observações ao contrato do tipo "arrendamento rural" no artigo Arrendamento) e parceria variável (vide artigo Parceria rural).
Eventualmente, contratos de parceria rural têm sido firmados usando outros indicadores, tais como:
- ART (Açúcar Recuperável Total);
- álcool hidratado;
- álcool anidro;
- açúcar cristal.

A cana-de-açúcar não é negociada na B3, mas sim seus derivados açúcar cristal, etanol anidro e etanol hidratado, este último tendo sido escolhido como uma das cinco commodities que compõem o Índice de Commodities Brasil (ICB).

## Produtos
Seus produtos hoje são largamente utilizados na produção de açúcar, álcool combustível, melaço (que, juntamente com as espumas e depois o caldo de cana, foram utilizados para a fabricação de cachaça) e mais recentemente, biodiesel.

### Alimento

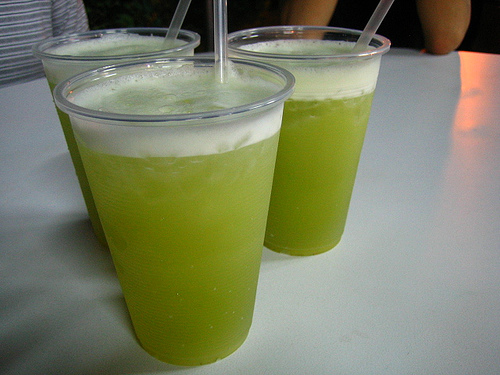
Caldo de cana

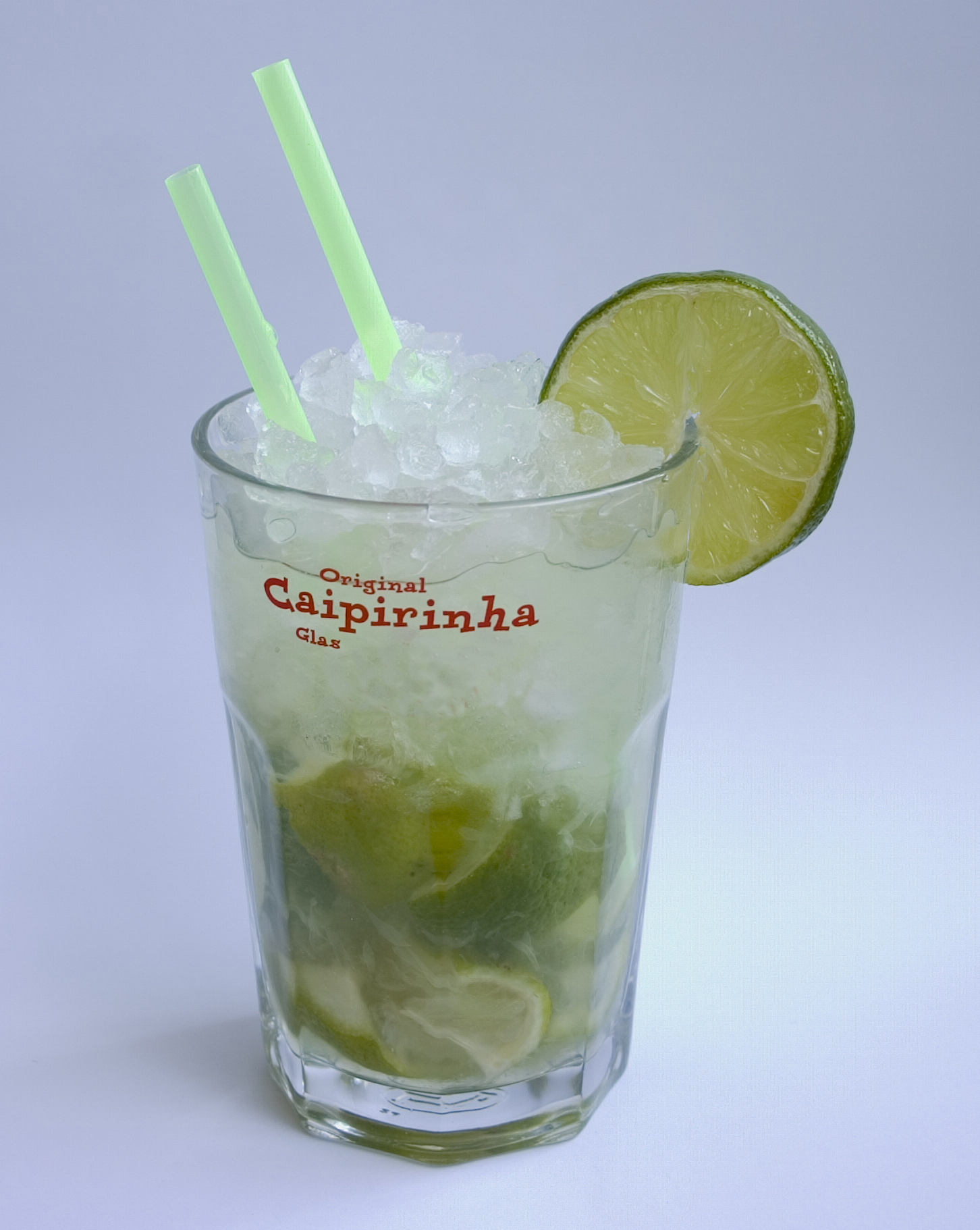
Caipirinha, feita com cachaça

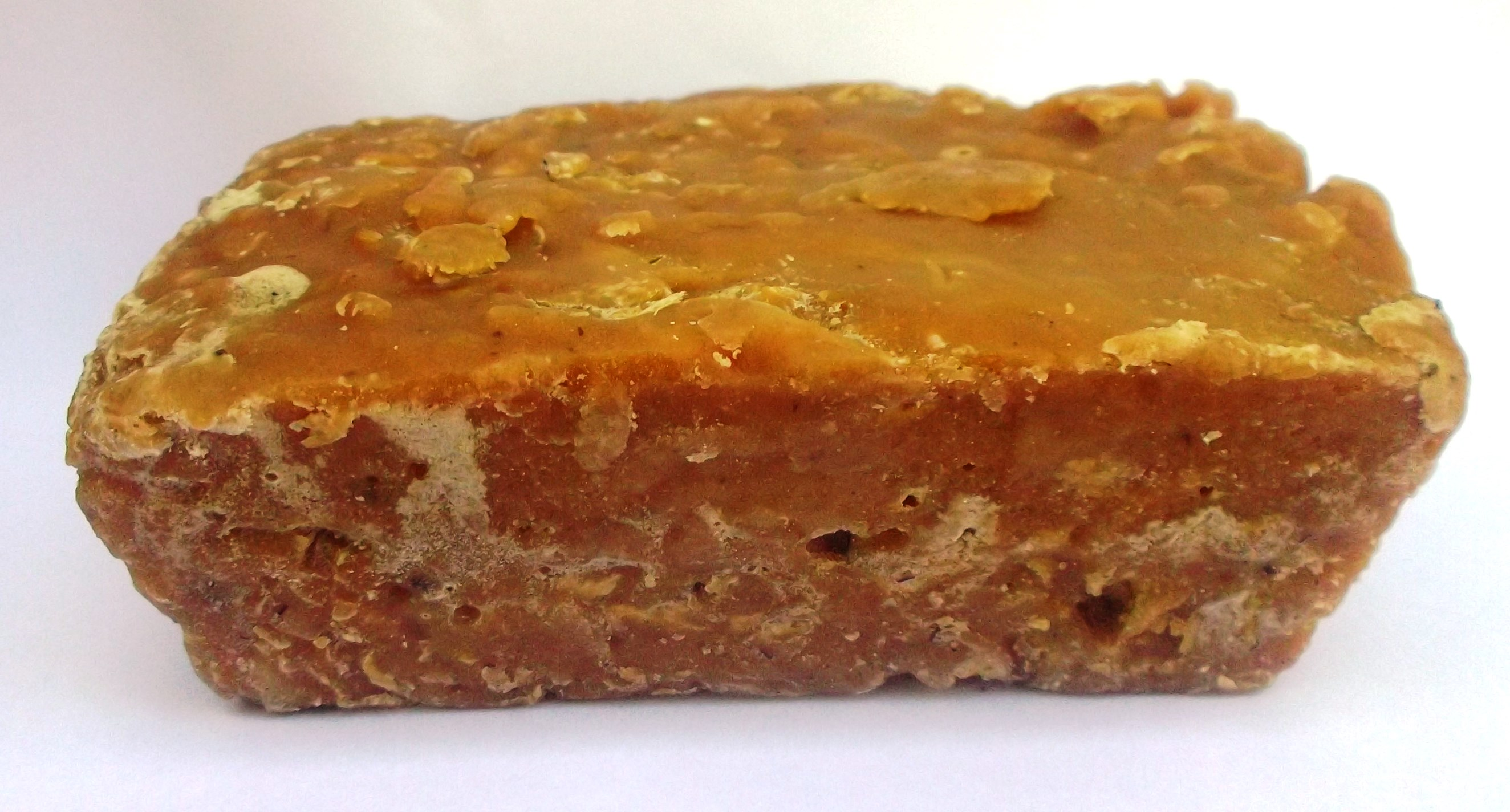
Rapadura comum

Os principais produtos alimentares da cana-de-açúcar são:
- Açúcar cristal: indústrias alimentícias de bebidas, massas, biscoitos e confeitos.
- Açúcar refinado granulado: produtos farmacêuticos; confeitos onde aparecem cristais; xarope de alta transparência; mistura seca.
- Açúcar refinado amorfo: consumo doméstico, misturas sólidas de dissolução instantânea, bolos e confeitos, caldas transparentes e incolores.
- Açúcar refinado Graçúcar: preparo de glacês, suspiros, bolos, chantilly, etc.
- Açúcar invertido: frutas em caldas, sorvetes, balas e caramelos, licores, geleias, biscoitos, bebidas carbonadas.
- Açúcar mascavo: açúcar bruto, sem refino, contendo melaço. Excelente como fonte de energia, é consumido no estado natural.
- Açúcar demerara: açúcar granulado resultado da purgação do açúcar mascavo. Usado em caldas, bolos, caramelos, pudins, compotas e licores.
- Sucralose: um adoçante derivado, utilizado na culinária.
- Glutamato monossódico: Um tempero derivado, na utilização da culinária japonesa (oriental)
- Álcool hidratado: com 96% de álcool e 4% de água é usado como combustível para veículos automotivos.
- Álcool anidro: composto de 99,5% de álcool e 0,5% de água, é usado como aditivo de combustíveis. No Brasil é misturado na proporção de 20 a 25% na gasolina.
- Álcool bruto: combustível e produção de álcoois extrafino e neutro.
- Álcool neutro: indústrias alcoolquímica, cosméticos, bebidas, farmacêuticas e tintas e vernizes.
- Cachaça/rum: bebida alcoólica também utilizada como ingrediente na confecção de doces e salgados.
- Rapadura: pode ser considerado um açúcar bruto e sólido. Usada para adoçar café, leite, etc. e também é consumida ao natural.
- Melado: é o ponto obtido quando o caldo de cana é fervido e engrossado, antes de cristalizar. Consumido puro ou misturado com queijo, biscoito, bolo, mandioca e outros. Também usado em confeitaria, bebidas e balas.
- Palmito: extraído da "ponteira" da cana-de-açúcar.[42]
- Bagaço: combustível para caldeira, produção de celulose, alimentação de gado confinado e produção de álcool de celulose (em estudos).
- Torta de filtro: é resíduo da filtração do lodo na fabricação do açúcar e álcool durante a purificação do caldo. Usado como fertilizante.
- Vinhaça: alimentação de animais, produção de proteínas, rações, metano e usada também como adubo.
- Óleo fúsel: usado em solventes e para a extração de álcoois com diferentes graus de pureza.
- Levedura seca: ração animal.
- Melaço: produção de etanol, suplemento para forragens volumosas para gado de corte, suplemento para alimentação de porcos e cavalos, adubação orgânica, adubo foliar, cicatrizar o pé de batata após chuva de granizo, pulverização do milho, confecção de molde na indústria de fundição, confecção de refratários, revestimento de forno e na massa de tijolo na indústria cerâmica, dar consistência à porcelana, fabricação de briquete em mineração, dar consistência ao papelão e à casquinha de sorvete, em pneus, em velas para filtro de água, produção de proteína, levedura para panificação e antibiótico.

### Biocombustíveis

#### Etanol

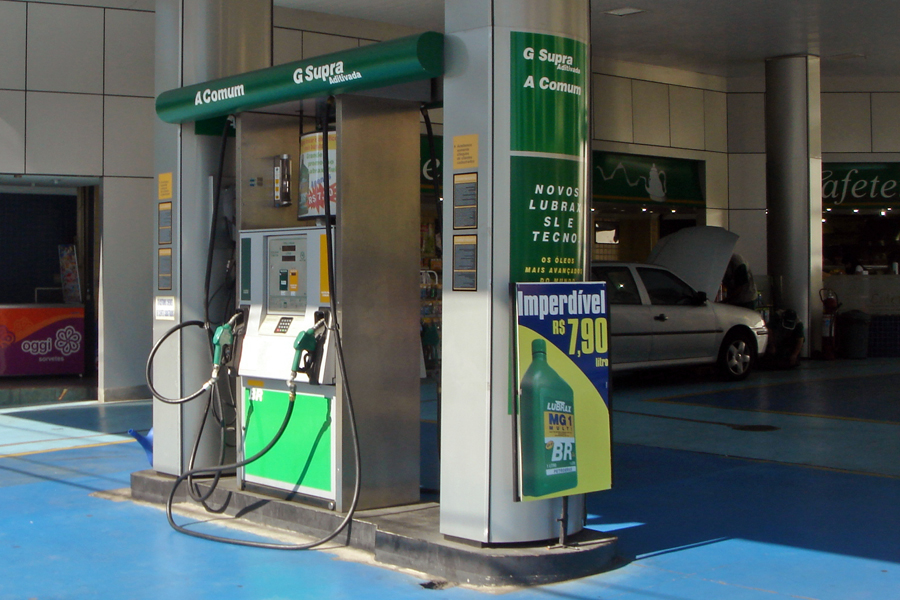
Bomba de combustível com etanol no Brasil

O etanol geralmente está disponível como um subproduto da produção de açúcar. Ele pode ser usado como uma alternativa de biocombustível à gasolina e é amplamente usado em carros no Brasil. É uma alternativa para combustíveis fósseis e pode tornar-se o produto primário de processamento de cana de açúcar, em vez de açúcar. No Brasil, a gasolina deve conter pelo menos 22% de bioetanol. Este bioetanol é proveniente de grande safra de cana produzida no território brasileiro.
A produção de etanol a partir de cana-de-açúcar é mais eficiente energeticamente do que a partir do milho, da beterraba ou de palma/óleos vegetais, especialmente se o bagaço de cana for usado para produzir calor e energia para o processo. Além disso, se os biocombustíveis são utilizados para a produção e transporte, a entrada de energia fóssil necessária para cada unidade de energia de etanol pode ser muito baixa. A Energy Information Administration (EIA) estima que integrar a produção de açúcar com a tecnologia do etanol reduzirá as emissões de CO² em até 90% quando comparada com a gasolina convencional.

#### Biodiesel
A levedura geneticamente modificada Saccharomyces cerevisiae converte o caldo da cana em biodiesel. O processo não gera um éster, como o biodiesel comum, e sim farneceno, um hidrocarboneto vegetal  também naturalmente presente (na forma fóssil) no diesel convencional.

#### Hidrogênio
O bioetanol, como o produzido da cana, é apontado como uma possível fonte de hidrogênio "verde", que recebe a denominação de "verde" quando é obtido com o uso fontes energéticas "limpas". Nos anos 2020, o Brasil estuda o emprego de etanol e vinhoto (um resíduo de sua produção) para a fabricação de hidrogênio verde.

## Impactos

### Meio ambiente
No cultivo da cana-de-açúcar costuma ser utilizado fontes de potássio que contém altas concentrações de cloro e elevado índice salino, como é o caso do cloreto de potássio (KCl). Tendo em vista que a aplicação de KCl costuma ser em grandes quantidades, isso acaba gerando impactos ambientais. Durante o processo de cogeração de energia ocorre a queima do bagaço da cana. Essa queima leva com que ocorra a emissão de cloreto de metila (CH3Cl) em virtude desse bagaço ter absorvido grandes quantidades de cloro.
Quando cloreto de metila emitido chega a estratosfera ele acaba sendo muito prejudicial para a camada de ozônio, uma vez que o cloro ao se combinar com a molécula de ozônio gera uma reação catalítica ocasionando à quebra das ligações de ozônio. Após cada reação, o cloro inicia um ciclo destrutivo com outra molécula de ozônio. Dessa forma, um único átomo de cloro pode destruir milhares de moléculas de ozônio. Como essas moléculas estão sendo quebradas, elas são incapazes de absorver os raios ultravioletas. Com isso, a radiação UV é mais intensa na Terra e ocorre um agravamento do aquecimento global. Além da emissão de cloro, a aplicação de doses elevadas e contínuas de cloreto de potássio (KCl) gera um aumento significativo da salinidade do solo. Esse aumento da salinidade aliado com a alta concentração de cloro acaba sendo muito prejudicial para os microrganismos presentes no solo.

### Saúde
A absorção de cloro pela cana-de-açúcar, devido à aplicação de fontes de potássio contendo elevada concentração de cloro, acaba sendo prejudicial à saúde. Isso se deve ao fato do bagaço ao ser queimado no processo de cogeração de energia acaba emitindo dioxinas, em virtude da presença de cloro no bagaço da cana. Dioxinas são extremamente tóxicas, mutagênicas e afetam o sistema imunológico causando diversos problemas de saúde, como: imunotoxicidade, desregulação endócrina e câncer. O risco dessa substância causar câncer é confirmado pela Agência Internacional de Pesquisa sobre Câncer (IARC) e do Programa Nacional de Toxicologia dos EUA.
No caso do Programa Nacional de Toxicologia dos EUA, eles reafirmam o risco das dioxinas causarem câncer, confirmando que não há dose segura que se possa garantir que essas substâncias não sejam cancerígenas. Dentre os tipos de câncer que as dioxinas podem causar, podem se citar: câncer de esôfago, câncer de laringe, câncer de rim, câncer de pulmão e linfoma não Hodgkin.
Um agravante da formação de dioxinas no processo de cogeração de energia se deve ao fato dos sistemas de tratamento de gases e poluentes utilizados nas usinas de cana-de-açúcar não serem eficientes na remoção dessas substâncias. Dentre esses sistemas, destacam-se lavadores de gases por via úmida, como o do tipo Venturi; filtro de mangas e precipitador eletrostático. No caso do lavador de gases tipo Venturi, a remoção de dioxinas é de apenas 45%. Essa baixa eficiência se deve ao fato desse sistema de tratamento ser por via úmida e as dioxinas terem como característica a baixa solubilidade em água. No filtro de mangas, a eficiência acaba sendo em torno de 8% para a dioxina 2,3,7,8-tetraclordibenzodioxina (TCDD), que é considerada a dioxina mais tóxica . Já no caso do precipitador eletrostático, as dioxinas ao invés de serem removidas ao passarem por esse sistema, elas acabam tendo um aumento considerável da sua concentração, sendo que dentre as dioxinas que foram verificadas esse aumento, tem-se a 2,3,7,8-TCDD.